# Bauch und Kopf
Bauch und Kopf to drugi studyjny album niemieckiego piosenkarza Marka Forstera. Został wydany w krajach niemieckojęzycznych 16 maja 2014 roku przez wytwórnię Four Music. Pierwszym singlem promującym krążek został wydany 9 maja 2014 roku utwór „Au revoir”, w którym gościnnie wystąpił raper Sido. Singel stał się ogromnym przebojem rozchodząc się w samych tylko Niemczech w nakładzie ponad 600 tysięcy egzemplarzy. 
Album osiągnął dziesiąte miejsce w notowaniu najlepiej sprzedających się albumów w Niemczech, utrzymując się w top 100 przez 117 tygodni. Za sprzedaż ponad 400 tysięcy kopii krążek uzyskał status podwójnej platyny w Niemczech. 

## Lista utworów
| Nr  | Tytuł utworu                                  | Autorzy                                        | Długość |
| --- | --------------------------------------------- | ---------------------------------------------- | ------- |
| 1.  | „Au revoir (featuring Sido)”                  | Forster, Sido Gold, Philipp Steinke            | 3:21    |
| 2.  | „Königin Schwermut”                           | Forster, Daniel Nitt                           | 3:21    |
| 3.  | „Immer immer gleich”                          | Forster, Daniel Nitt                           | 3:54    |
| 4.  | „Zu oft”                                      | Forster                                        | 3:41    |
| 5.  | „Flash mich”                                  | Forster, Simon Triebel, David Jürgens, Steinke | 3:02    |
| 6.  | „Hundert Stunden (featuring Glasperlenspiel)” | Forster, Daniel Schaub                         | 3:46    |
| 7.  | „Interlude”                                   | Forster                                        | 0:37    |
| 8.  | „Bauch und Kopf”                              | Forster, Daniel Nitt                           | 4:00    |
| 9.  | „Hallo”                                       | Forster, David Jürgens                         | 3:28    |
| 10. | „Oh Love”                                     | Forster, David Jürgens                         | 3:15    |
| 11. | „Geisterjäger”                                | Forster, Ulrich Rode                           | 3:11    |
| 12. | „Ich trink auf dich (featuring Flo Mega)”     | Forster, Christopher Noodt                     | 3:22    |
| 13. | „Wer du bist”                                 | Forster, Daniel Nitt                           | 4:06    |
|     |                                               |                                                | 43:04   |

## Notowania i certyfikaty
| Lista przebojów (2014)      | Najwyższa pozycja |
| --------------------------- | ----------------- |
| Austria (Ö3 Austria Top 40) | 35                |
| Niemcy (GfK Entertainment)  | 10                |
| Szwajcaria (Alben Top 100)  | 37                |

| Kraj          | Certyfikat | Sprzedaż |
| ------------- | ---------- | -------- |
| Niemcy (BVMI) | 2x Platyna | 400 000+ |